# مونگون‌موریت
شهرستان مونگون‌موریت (به زبان مغولی: Мөнгөнморьт сум، [Möngönmor't sum]؛ ᠮᠥᠩᠭᠦᠨ ᠮᠣᠷᠢᠲᠤ ᠰᠤᠮᠤ، [möŋgün moritu sumu]) یک شهرستان (سُوم) در مغولستان است که در استان توف واقع شده‌است.

## تقسیمات اداری
شهرستان مونگون‌موریت متشکل از ۳ قصبه (باغ) می‌باشد، شامل:
- بایلداغ (مغولی: Байдлаг баг، [Bajldag bag]؛ ᠪᠠᠶᠢᠯᠳᠤᠭ᠎ᠠ ᠪᠠᠭ، [bayilduɣ-a baɣ])
- بلاغ (مغولی: Булаг баг، [Bulag bag]؛ ᠪᠤᠯᠠᠭ ᠪᠠᠭ، [bulaɣ baɣ])
- جارغالانت (مغولی: Жаргалант баг، [Žargalant bag]؛ ᠵᠢᠷᠭᠠᠯᠠᠩᠲᠤ ᠪᠠᠭ، [jirɣalaŋtu baɣ])